# Cyberpunk giapponese
Con la terminologia cyberpunk giapponese ci si riferisce a quei prodotti audiovisivi di finzione realizzati in Giappone che rientrano nel genere, per l'appunto, del cyberpunk. Essi possono essere di due diverse tipologie: film live action e film (o serie) d'animazione.
La produzione di opere cyberpunk ebbe inizio nei primi anni Ottanta, in seno a diversi neonati circuiti di cinema underground. Sebbene abbia qualche affinità con il cyberpunk 'low life high-tech' di matrice occidentale, tuttavia ne differisce soprattutto nella rappresentazione di paesaggi urbani industriali, costruzioni metalliche, e una narrazione frenetica e, molto spesso, incomprensibile. Viene indicata come pellicola iniziatrice del genere Bakuretsu toshi (1982) di Sōgo Ishii, ma quella che ne ha codificato a tutti gli effetti gli stilemi fu Tetsuo (1989) di Shin'ya Tsukamoto.
Come accennato, il cyberpunk nipponico è declinato anche attraverso pellicole d'animazione o anche fumetti. In questo caso Akira (1982) e la sua trasposizione cinematografica (1988), entrambe di Katsuhiro Ōtomo, furono le opere primigenie e più importanti. Infatti da esse scaturì tutta un'ondata di cartoni animati/film d'animazione e fumetti che trovò nelle serie di Ghost in the Shell, Alita l'angelo della battaglia, Cowboy Bebop e Serial Experiments Lain la massima espressione creativa. Inoltre, a differenza dei film live action (che comunque rimasero opere di nicchia o cult per appassionati), queste ebbero un forte impatto nella cultura di massa mondiale, ispirando numerosi lavori, come fumetti, film, musica, prodotti televisivi, videogiochi o altri film animati.

## Opere cyberpunk giapponesi

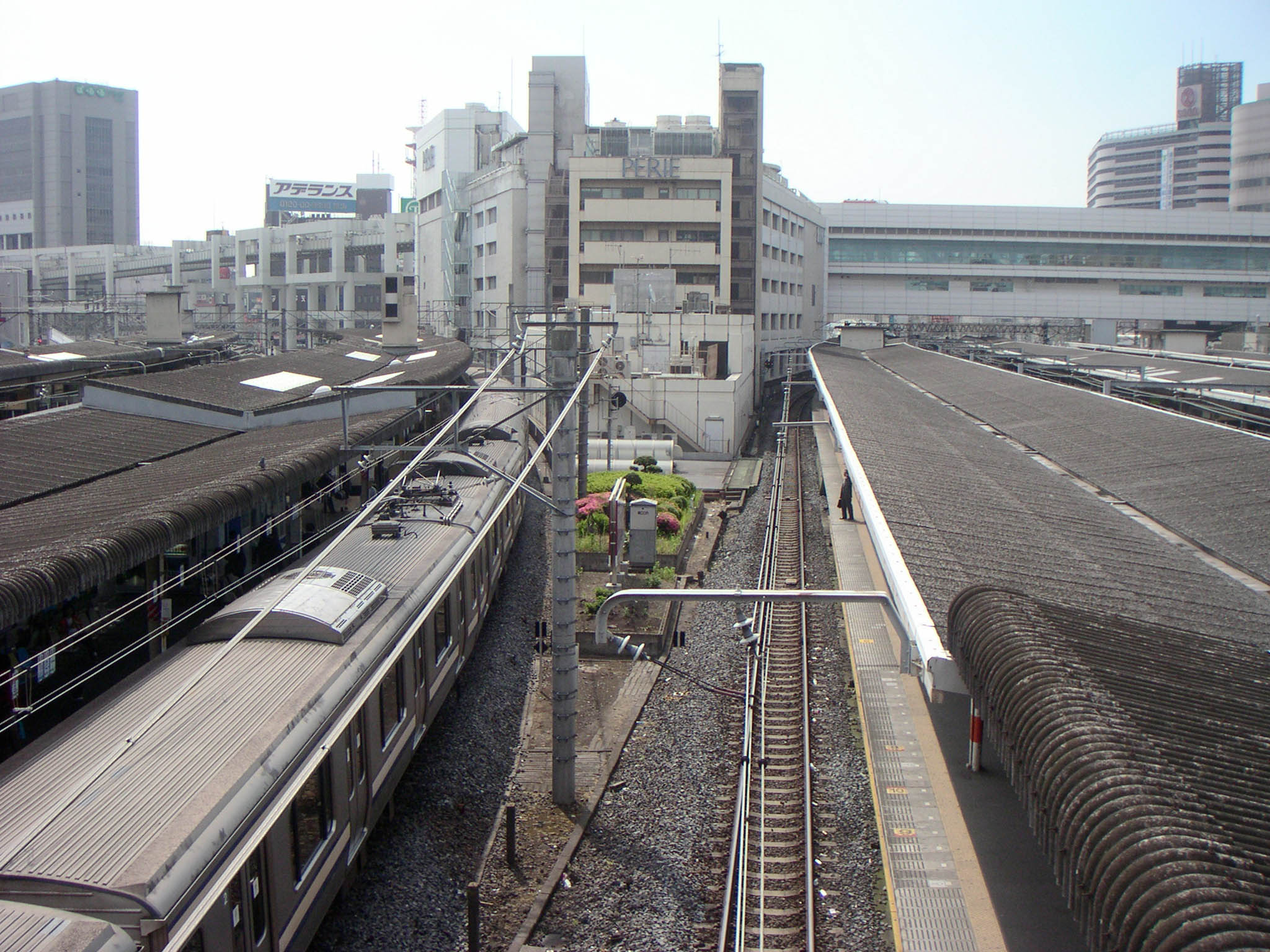
Una veduta della stazione di Chiba, prefettura di Tokyo sfruttata come ambientazione per alcuni film cyberpunk

### Stile
Il cyberpunk giapponese in genere vede i personaggi, in particolare quelli protagonisti, attraversare mostruose e incomprensibili metamorfosi in un ambiente industriale. Molti film hanno sequenze che rientrano nel genere del cinema sperimentale: spesso sono puramente astratte o visive e a volte addirittura possono essere slegate alla trama. Temi ricorrenti sono la mutazione, la tecnologia, la disumanizzazione, la repressione e la devianza sessuale.

### Precursori
Bakuretsu toshi, come accennato, ebbe un forte effetto sulla produzione indipendente giapponese dei primi anni ottanta. Come attore principale ebbe Shigeru Izumiya, che quattro anni più tardi, nel 1986, avrebbe girato un proprio film cyberpunk, Death Powder. Shin'ya Tsukamoto nello stesso anno girò Futsū saizu no kaijin, un cortometraggio che tre anni dopo avrebbe espanso in lungometraggio, dal titolo Tetsuo: The Iron Man.

### Opere chiave
Alcune pellicole importanti nella codifica del filone cinematografico furono:
- Death Powder, di Shigeru Izumiya (1986)
- Tetsuo, di Shin'ya Tsukamoto (1989)
- Gunhed, di Masato Harada (1989)
- Guinea Pig 5: Android of Notre Dame, di Kazuhito Kuramoto (1989)
- 964 Pinocchio, di Shozin Fukui (1991)
- Tetsuo II: Body Hammer, di Shin'ya Tsukamoto (1992)
- Genkai jinkō keisū, di Yoshihiro Nishimura (1995)
- Rubber's Lover, di Shozin Fukui (1996)

### Opere correlate
Alcuni film del tardo periodo cyberpunk sono:
- I.K.U., di Shu Lea Cheang (2001)
- Electric Dragon 80.000 V, di Sogo Ishii (2001)
- Tsuburo no gara, di Masafumi Yamada (2004)
- Hellevator, di Hiroki Yamaguchi (2005)
- Meatball Machine, di Yūdai Yamaguchi e Jun'ichi Yamamoto (2005)
- Tokyo Gore Police, di Yoshihiro Nishimura (2008)

### Influenze occidentali
- Eraserhead - La mente che cancella, di David Lynch (1977)
- Videodrome, di David Cronenberg (1980)
- Blade Runner, di Ridley Scott (1982)

### Opere occidentali ispirate al cyberpunk giapponese
- Dandy Dust (1998)
- Zoetrope (1999)
- TokyoPlastic (2004)
- Ultra-Toxic (2005)
- Automatons (2006)
- Flesh Computer (2014)
- Computer Hearts (2015) (con riferimenti espliciti a Tetsuo: The Iron Man)
- Difficulty Breathing (2017)
- Cyberpunk 2077 (2020) (videogioco ispirato alle tematiche omonime)

## Manga e anime cyberpunk
Come detto, tematiche cyberpunk sono i cardini pure di numerose opere anime e manga, tra le quali le più importanti sono Akira (e il suo film) e le serie di Ghost in the Shell, Alita l'angelo della battaglia, Cowboy Bebop e Serial Experiments Lain.
In Giappone in particolare il cyberpunk è stato da sempre accettato e la sua influenza diffusa. Il romanzo di William Gibson Neuromante, dal quale nasce di fatto l'intero genere, è ambientato anche a Chiba, una delle più grandi aree industriali nipponiche.
Gli anime e i manga cyberpunk si basano su una visione futuristica del mondo che ha elementi in comune con quella occidentale e quindi hanno ricevuto ampia accettazione internazionale al di fuori del Giappone. «La concettualizzazione coinvolta nel cyberpunk è più un passo avanti, che guarda alla nuova cultura globale. È una cultura che non esiste in questo momento, quindi il concetto giapponese di un futuro cyberpunk sembra valido tanto quanto quello occidentale, specialmente come il cyberpunk occidentale incorpora spesso molti elementi giapponesi». William Gibson è un frequente visitatore del Giappone e ha scoperto che molte delle sue visioni là sono diventate realtà:
(William Gibson)
.

### Lista di manga e anime cyberpunk

Copertina del volume cinque di Akira di Katsuhiro Ōtomo

- Akira (manga del 1982) e il film del 1988
- Appleseed (1985)
- Megazone 23 (1985)
- Bubblegum Crisis (1987)
- Gokū: Midnight Eye (1987)
- Manie-Manie - I racconti del labirinto (1987)
- Angel Cop (1989)
- Ghost in the Shell (1989)
- A.D. Police: Dead End City (1989)
- Battle Angel Alita (1990)
- Cyber City Oedo 808 (1990)
- Genocyber (1993)
- Armitage III (1995)
- Neon Genesis Evangelion (1995)
- Extra (1996)
- Cowboy Bebop (1997)
- Blame! (1998)
- Serial Experiments Lain (1998)
- Texhnolyze (2003)
- Ergo Proxy (2006)
- Paprika - Sognando un sogno (2006)[9]
- Psycho-Pass (2012)